# Native Tongue (Switchfoot)
Native Tongue è l'undicesimo album in studio del gruppo musicale statunitense Switchfoot, pubblicato nel 2019.

## Tracce
Testi e musiche di Jon Foreman e Tim Foreman, eccetto dove indicato.
1. Let It Happen – 4:41 (J. Foreman)
2. Native Tongue – 4:38 (J. Foreman, T. Foreman, Brent Kutzle)
3. All I Need – 3:08
4. Voices – 2:58 (J. Foreman, T. Foreman, Kutzle, Ryan Tedder, Tyler Spry)
5. Dig New Streams – 3:45
6. Joy Invincible – 3:42
7. Prodigal Soul – 3:51
8. The Hardest Art (featuring Kaela Sinclair) – 4:13
9. Wonderful Feeling – 4:06
10. Take My Fire – 3:45
11. The Strength to Let Go – 4:18
12. Oxygen – 4:14
13. We're Gonna Be Alright – 2:55
14. You're the One I Want – 2:05 (J. Foreman)

Tracce Bonus (Switchfoot.com)
1. All I Need (West Coast Edition) – 3:23
2. Let's Go Higher – 4:59
3. Native Tongue (Acoustic) – 4:34

Tracce Bonus (Walmart)
1. White Lies – 4:09 (J. Foreman)
2. Don't Want Your Money – 3:10 (J. Foreman, T. Foreman)
3. All I Need (Acoustic) – 3:10 (J. Foreman, T. Foreman)

## Formazione
- Jon Foreman – voce, chitarra
- Tim Foreman – basso, cori, voce (5)
- Chad Butler – batteria, percussioni
- Jerome Fontamillas – tastiera, chitarra
- Drew Shirley – chitarra